# Саєнко Наталія Федотівна
Наталія Федотівна Сає́нко (нар. 21 січня 1899, Голунь — пом. 1996) — радянський вчений в галузі мікробіології виноробства, доктор біологічних наук з 1967 року, професор з 1975 року, лауреат Державної премії Молдавської РСР за 1975 рік.

## Біографія
Народилася 21 січня 1899 в селі Голунь (тепер Новосільський район Орловської області Росії). 1924 року закінчила Московську сільськогосподарську академію імені К. А. Тимірязєва. З 1925 року на науково-дослідній роботі в Нікітському ботаничному саду, Всесоюзному науково-дослідному інституті виноградарства і виноробства (Грузинська РСР), Інституті мікробіології АН СРСР. У 1943—1970 роках завідувач віддів мікробіології, технології, а з 1971 року консультант Московської філії Всесоюзного науково-дослідного інституту виноградарства і виноробства «Магарач».
Померла у 1996 році.

## Наукова діяльність
Основні наукові праці з вивчення біологічних основ виробництва хересу, розробці та впровадженню періодичного і поточних методів хересування, розробці методів селекції та впровадження чистих культур дріжджів, дослідженню причин недобродів і біологічного помутніння вин, розробці способів боротьби з ними. Вченою виділені спиртостійкі раси дріжджів Х-20-С і Х-96-К та інше. Автор понад 100 наукових робіт, 8 авторських свідоцтв на винаходи. Серед робіт:
- К вопросу о круговороте дрожжей. — Тифлис, 1932;
- Херес. — Москва, 1964;
- Вино херес и технология его производства. — К., 1975 (у співавторстві з Г. І. Козубом, Б. Я. Авербухом, І. М. Шуром);
- Микроорганизмы — вредители винодельческого производства. — Москва, 1976 (у співавторстві з М. А. Мальцевою).